# Costus
Genre
Classification phylogénétique
Costus est un genre d'environ 150 espèces de plantes de l'ordre des zingibérales, de la famille des Costaceae. Il est présent dans toutes les régions tropicales.
Le genre a été réformé, notamment en 2006.

## Liste d'espèces
Selon World Checklist of Selected Plant Families (WCSP) (18 février 2012) :
Costus kupensis a été acceptée en 2016.

## Espèces aux noms obsolètes et leur taxons de référence
Selon World Checklist of Selected Plant Families (WCSP) (23 février 2012) :